# Parklands (Nouvelle-Zélande)
Parklands  est une banlieue de la cité de Christchurch, située dans l’Île du Sud de la  Nouvelle-Zélande. 

## Situation
Elle est localisée au nord-est du centre de la cité près de la forêt de Bottle Lake (en). Elle a une superficie de 477 km2.

## Municipalités limitrophes
Dans les années 1950, le secteur situé entre hôpital Burwood (en) et le club de golf de Waimairi était occupé par une usine de fabrication de briques fondé par John Brightling (1842–1928). 
Le terrain fut ensuite développé comme une banlieue résidentielle à partir de 1963.

## Démographie
Parklands, comprenant la zone statistique de Parklands, Waitikiri et Queenspark, couvre une surface de 4,77 km2.
La  population était estimée à 10 560 habitants en 2020  avec une densité de population de 2,2 personnes au km2 .
La banlieue de Parklands avait une population de 10 242 habitants lors du recensement de 2018 en Nouvelle-Zélande, en augmentation de 441 personnes (4,5 %) depuis le recensement de 2013 en Nouvelle-Zélande et une augmentation de 1,194 personnes (soit 13,2 %) depuis le recensement de 2006 en Nouvelle-Zélande. 
Il y avait 3,645 logements. 
On comptait 5,058 hommes et 5 184 femmes, donnant un sexe-ratio de 0.98 hommes pour une femme avec 2 238 personnes(soit 21,9 %) âgées de moins de 15 ans,1 827 personnes (17,8 %) âgées de 15 à 29 ans, 4 854 personnes (47,4 %) âgées de 30 à 64 ans, et 1 326 personnes (soit 12,9 %) âgées de 65 ans ou plus.
L’ethnicité était constituée de 89,7 % d’européens/Pākehā, de 12,5 % Māoris, 3,3 % de personnes du Pacifique, 4,3 % asiatiques et 1,8 % d’autres ethnicités (le total fait plus de 100% dans la mesure où les personnes peuvent s’identifier avec de multiples ethnies).
La  proportion de personnes nées outre-mer était de 17,2 %, comparée aux 27,1 % au niveau national.
Bien que certaines personnes objectent à donner leur religion, 57,7 %  n’ont aucune religion, 32,6 % sont chrétiens, 0,6 % étaient hindouistes, 0,3 % étaient musulmans, 0,4 % étaient bouddhistes et  1,6 % avaient une autre religion.
Parmi les personnes d’au moins 15 ans d’âge, 1 284 personnes  (soit 16,0 %) ont un bac ou un niveau supérieur , et 1 572 personnes (soit 19,6 %) n’ont aucune qualification formelle. 
Le statut d’emploi de ceux d’au moins 15 ans était pour 4 152 personnes (soit 51,9 %) un emploi à temps plein, 1 329 personnes  (16,6 %) étaient à temps partiel et 294 personnes (soit 3,7 %) étaient sans emploi .
| Nom              | Population | logements | âge médian | revenus médians |
| ---------------- | ---------- | --------- | ---------- | --------------- |
| Parklands        | 4020       | 1476      | 37,2 ans   | $30,800         |
| Waitikiri        | 2.733      | 879       | 42,2 ans   | $42,900         |
| Queenspark       | 3489       | 1290      | 37,6 ans   | $34,100         |
| Nouvelle-Zélande |            |           | 37,4 ans   | $31,800         |

## Éducation
L’école de «Parkview Pārua School» et celle de «Queenspark School» sont des écoles publiques, mixtes, assurant tout le primaire, accueillant les enfants de l’année 1 à 8,.
En mars 2021, elles avaient respectivement  des effectifs de 405 élèves et 547 élèves, en mars 2021 .
Les deux écoles furent fondées en 1977.